# ريان غالانت
ريان غالانت (بالإنجليزية: Ryan Gallant)‏ هو متزلج لوحي أمريكي، ولد في 25 مايو 1982 في Southborough, Massachusetts ‏ في الولايات المتحدة.